# Onderwijs voor sociale promotie
Het onderwijs voor sociale promotie (OSP) was vroeger in Vlaanderen de algemene benaming voor weekend- en avondonderwijs. Deze benaming verraadt de oorspronkelijke bedoeling van dit onderwijs: door bijscholing en vorming kans maken op bevordering, of verbetering van de sociale situatie. Momenteel is de officiële benaming van de opleidingen die georganiseerd worden door het departement onderwijs "Volwassenenonderwijs".